# El licenciado vidriera
El licenciado vidriera (deutsch z. B. Der gläserne Lizentiat, Der Lizentiat Glasmann, Der Lizenziat Vidriera) ist eine Novelle von Miguel de Cervantes. Die Novelle erschien 1613 in Madrid als Teil der Novelas ejemplares.

## Kurzbeschreibung
Ein Bauernjunge steigt durch seine Fähigkeiten in die rechtswissenschaftliche Elite Spaniens auf und erlangt den Titel eines Lizentiaten, wird allerdings durch einen misslungenen Liebeszauber wahnsinnig und denkt daher, er bestehe aus Glas. Wegen seines daraus resultierenden exzentrischen Auftretens erlangt er Ruhm. Doch nachdem er vom Wahnsinn und damit seiner Exzentrizität geheilt wird, verblasst sein Ruhm, er findet aufgrund seiner Vergangenheit kein Auskommen mehr und wird Soldat.

## Inhalt
Studenten- und Wanderjahre der Titelfigur
Zwei Studenten finden den elfjährigen Bauern Tomás Rodaja am Tormes-Ufer. Der Junge beeindruckt sie durch seinen Wissensdurst. Die Studenten beschließen, ihn mit in die Universitätsstadt Salamanca zu nehmen „und ihm Unterricht erteilen zu lassen“. Während dieses Salamanca-Aufenthalts studiert Tomás Rodaja unter anderem Rechtswissenschaft und wird „durch seine Klugheit und seine vielseitige Geschicklichkeit so bekannt, daß er von Leuten jeden Standes geschätzt und geliebt“ wird. Nachdem die zwei Studenten das Studium in Salamanca abgeschlossen haben, nehmen sie Tomás Rodaja zunächst mit nach Malaga. Jedoch macht er sich rasch – von den beiden Studenten mit finanziellen Mitteln für drei Jahre ausgestattet – auf den Rückweg nach Salamanca. Auf diesem Rückweg trifft der inzwischen etwa zwanzigjährige Tomás Rodaja auf eine Rekrutierungs-Einheit unter Infanterie-Hauptmann Don Diego de Valdivia, von dem Rodaja sich für das Soldaten-Dasein anwerben lässt, „doch stellte er die Bedingung, daß er keinen Fahneneid leisten müsse und auch nicht in die Liste der Soldaten aufgenommen werde“. In Genua trennt Tomás Rodaja sich vorübergehend von Valdivias Einheit, unternimmt eine Italien-Rundreise und zieht anschließend mit Valdivias Einheit ins spanisch-habsburgische Flandern. Nachdem Tomás Rodaja „so seine Sehnsucht, etwas von der Welt zu sehen, gestillt“ hat, kehrt er in nach Salamanca zurück und beendet sein Studium, so dass er den Titel eines Lizentiaten erlangt.
Das Leben als Lizentiat
Lizentiat Rodaja lernt eine elegante Dame kennen, die sich in ihn verliebt, „doch da ihm der Sinn viel mehr nach seinen Büchern stand als nach anderem Zeitvertreib, konnte er sich nicht entschließen, ihre Neigung zu erwidern.“ Die Verschmähte verabreicht daraufhin dem Lizentiaten Rodaja „in einer toledanischen Quitte ein Zaubermittel“, woraufhin er zunächst um sich zu schlagen beginnt und anschließend für viele Stunden das Bewusstsein verliert. Anschließend ist er sechs Monate bettlägerig, dehydriert und nach der körperlichen Genesung „von dem seltsamsten Wahn besessen, den man an einem Geistesverwirrten jemals gesehen hat: der Unglückliche bildete sich nämlich ein, er bestünde ganz und gar aus Glas.“ Ängstlich ist er daher auf Sicherheitsabstand bedacht, kleidet sich lässig, „denn er fürchte zu zersplittern, wenn er ein knapp sitzendes Gewand anlegen muss“, erklärt jedoch, man könne „ihn alles fragen, was man nur wolle, denn er wisse auf alles die richtigsten Antworten, da er ja aus Glas und nicht aus Fleisch sei. Das Glas aber sei eine so zarte und feine Materie, daß Geist und Seele es schneller und wirksamen durchdringen könnten als den schweren Körper aus irdischem Stoff.“ Ab da lässt Lizentiat Rodaja sich Lizentiat Glasmann nennen und verbringt seine Tage damit, durch die Straßen zu laufen und fast alles um sich herum zu verspotten. „Die Kunde von seinem seltsamen Wahn und von seinen Antworten und Aussprüchen“ macht Lizentiat Glasmann auch bei Hofe berühmt, weswegen er in die Hauptstadt Valladolid geholt wird. „Binnen sechs Tagen war er in der ganzen Stadt bekannt, und auf Schritt und Tritt, auf jeder Straße und an jeder Ecke mußte er all die Fragen beantworten, die man an ihn richtete.“ Das machte er dann auch, „tat solch scharfsinnige Aussprüche, daß jedermann ihn für einen der klügsten Männer in der Welt gehalten hätte, wenn er nicht, wie wir berichteten, so geschrien hätte, sobald jemand ihn berühren oder sich ihm nähern wollte, wenn nicht seine Kleidung und seine Essensweise so seltsam und dürftig gewesen wäre, wenn er nicht auf solch ungewöhnliche Art getrunken und nicht verlangt hätte, im Sommer unter freiem Himmel und im Winter im Strohschuber zu schlafen und mit alledem so unzweideutige Beweise seiner Narrheit abgelegt hätte.“ Nach zwei Jahren „oder noch etwas darüber“ heilt ein Hieronymiter den Verrückten, der daraufhin unter dem erneut geänderten Namen Lizentiat Rueda eine Rechtsanwaltskanzlei eröffnet, was aber nichts daran ändert, dass er sofort als Lizentiat Glasmann identifiziert wird. Weiterhin lassen ihn die Menschenmassen nicht in Ruhe und wollen den Lizentiaten Glasmann sehen und Gratis-Ratschläge von ihm haben. Da er denkt, er würde sonst „Hungers sterben müssen“, wird er wieder zum Soldaten und geht nach Flandern in die Einheit des befreundeten Hauptmanns Don Diego de Valdivia.

## Textanalyse
Bei El licenciado vidriera handelt es sich um eine auktorial erzählte Kurzgeschichte nach italienischem Vorbild. Die erzählte Zeit umfasst etwa ein Dutzend Jahre: acht Jahre des ersten Salamanca-Aufenthalts des späteren Lizentiaten (als Diener der zwei Studenten), die Tour durch Italien und Flandern, zwei Jahre des Wahnsinns. Orte der Handlung sind hauptsächlich Salamanca und Valladolid.

### Themen
Narrenfreiheit, Narrenwahrheit
El licenciado vidriera ist die Geschichte eines Verrückten, der Wahrheiten von sich gibt, die normalerweise von der Gesellschaft nicht akzeptiert werden und die jemand für sich behält, der sprichwörtlich noch ganz bei Trost ist. Während der Wahnsinns-Zeit von Lizentiat Glasmann wird „über so viele Gewerbe“ sein „Spott ergossen“, dass die Schilderung von Glasmanns Wahnsinn über weite Strecken einer Aneinanderreihung von Anekdoten und Aphorismen, Sarkasmen und Sticheleien gleicht. Geradezu vortragshaft werden dabei die Ausführungen zu Dichtern und Dichtkunst, zum Dasein als Schreiber und zur Schauspielerei. Als aus dem verrückten Lizentiat Glasmann der angepasstere Lizentiat Rueda wird, der nicht weiter auf den Spuren Glasmanns wandeln will, verliert der Lizentiat seine Geschäftsgrundlage. Auch die gesellschaftskonformere allgemeine Prahlsucht liegt ihm nicht: Als ein Gelehrter damit prahlte, dass er „ein Mann von hohem und tiefem Wissen“ sei, hatte bereits Lizentiat Glasmann entgegnet: „Das Wissen ist so hoch, daß Ihr nicht hinauflangen, und so tief, daß Ihr es nicht ergründen könnt.“ Abgestoßen von den Regeln des Ruhms, resümiert Lizentiat Rueda bei seiner Geschäftsaufgabe: „Leb wohl, o Hof, der du die Hoffnungen der dreisten Bewerber begünstigst und die der tüchtigen, aber schüchternen Menschen zuschanden machst.“
Leben als Soldat und Reisender
Fast ein Fünftel der Novelle machen das auftrumpfende Gehabe des Militärs aus, das Marschieren und die mangelnde Hygiene, der Suff und die Prostitution sowie die Individualreisen Tomás Rodajas vom norditalienischen Genua unter anderem über Florenz und Rom, Neapel und Sizilien Venedig und Mailand bis ins norditalienische Este.

### Hauptfiguren
- Lizentiat Tomás Rodaja / Glasmann / Rueda: Er ist ehrgeizig, eigensinnig, auch eigenbrötlerisch. Er beweist schon als Studenten-Diener eine erstaunliche Auffassungsgabe, ein ausgesprochen gutes Gedächtnis und eignet sich „einen so großen Wissensstoff an, daß er allenthalten darob berühmt“ wird.[4] Auch als er wahnsinnig wird, bleibt es bei dieser „größten Geistesschärfe“,[11] doch seine misanthropen Ängste verstärken sich, denn „jeder Mensch, mit dem wir notwendigerweise zu tun haben, kann uns auf irgendeine Art schaden“.[29]
- Don Diego de Valdivia: Der Infanteriehauptmann ist „ein tapferer und weltgewandter Mann“[5] von gewinnendem Wesen. Als Rekrutierer teilt er allerdings nur die halbe Wahrheit über das Soldatenleben mit: „Bis in den Himmel hob er das freie Leben des Soldaten und die Ungebundenheit, die er in Italien genießt; aber er sagte nichts von der grimmigen Kälte, die den Soldaten peinigt, wenn er auf Posten stehen muß“ und den Gefahren des Soldatenlebens.[5] Immerhin aber toleriert Valdivia es, dass Tomás Rodaja keinen Fahneneid leistet und den Eintrag in die Soldatenliste verweigert.[6]

## Nachwirkung
El licenciado vidriera inspirierte im 17. Jahrhundert Agustín Moreto und im 19. Jahrhundert den Schriftsteller Gregorio Romero de Larrañaga (1814–1872) zu einem gleichnamigen Bühnenstück. Friedrich Adler ließ seinen Vierakter Der gläserne Magister ebenfalls auf El Licenciado vidriera beruhen.

## Deutschsprachige Textausgaben
- Miguel de Cervantes Saavedra: Der gläserne Lizentiat. In: Miguel de Cervantes Saavedra: Meistererzählungen: Die Beispielhaften Novellen. (=detebe-Klassiker. Band 22527). Aus dem Spanischen von Gerda von Uslar. Diogenes, Zürich 1993. ISBN 3-257-22527-X. S. 292–329.
- Miguel de Cervantes Saavedra: Der gläserne Lizentiat. In: Miguel de Cervantes Saavedra: Sämtliche Erzählungen. Aus dem Spanischen von Gerda von Uslar. Anaconda, Köln 2016. ISBN 978-3-7306-0330-7. S. 292–329.